# 오릭스 GTL
오릭스 GTL(영어: Oryx GTL, 아랍어: أوريكس جي تي إل)은 합성 연료인 가스액화연료(GTL)를 생산하는 카타르의 국영기업이다.

## 역사
카타르는 세계 최대의 LNG 수출국인데, 원유 생산량은 매우 적다. 따라서, 천연가스로 휘발유, 등유를 생산하는 GTL 공장이 필요했다.
오릭스 GTL은 국영 카타르 석유가 51%, 남아프리카공화국 사솔이 49%의 주식을 보유한 국영 기업이다. 2003년 공장 건설이 시작되어 2007년부터 합성 연료를 생산중이다. 하루 34,000 배럴의 사솔 오일을 생산한다.
2006년 기준으로, 카타르는 한국의 액화천연가스(LNG) 최대 공급국이다. 카타르의 2006년 LNG 수출량이 2500만∼2600만M/T(미터톤)에 달할 것으로 전망돼 수출량이 2260만M/T으로 추정되는 인도네시아를 제치고 세계 1위에 올랐다.

## 같이 보기
- 석탄액화연료 (CTL)